# Јован, Јевтимије, Георгије и Гаврил Иверски
Преподобни Јован, Јевтимије Георгије и Гаврил Иверски су хришћански светитељи. Оснивачи су знаменитог Иверског (Грузијског) манастира у Светој гори. Свети Јован подвизавао се најпре у Атанасијевој лаври, потом је основао свој манастир, Ивирон. Преминуо је 998. године. Јефтимије и Георгије су превели Свето писмо на грузински језик. Јевтимије је преминуо 1028. године, а Георгије 1066. године. Гаврил се удостојио да прихватити чудотворну икону Богородице, која је морем дошла у манастир.
Српска православна црква слави их 13. маја по црквеном, тј. 26. маја по грегоријанском календару.